# 木下タケアキ
木下 カラテ（きのした からて、1996年9月25日 - ）は、日本の男性総合格闘家。神奈川県出身。和術慧舟會HEARTS所属。

## 来歴
5歳から極真空手を始め、中学時代にPRIDE・RIZINファイターの五味隆典らの練習を間近で見て顔面打撃あり・寝技ありの総合格闘技に興味を持つ。その後、極真空手 世界大会2位の実績を引っ提げて、2018年に22歳で極真空手から総合格闘技に転身。
2018年12月29日、AbemaTVの格闘代理戦争シーズン3最終回にて、アマチュア総合格闘技デビューし、ユン・チャンミンにハイキックでKO勝利。
2019年3月24日、SHOOT 30th ANNIVERSARY TOUR 第2戦でプロ総合格闘技デビューし、藤木龍一郎と対戦し、1-1の引き分け。
2020年5月31日、PROFESSIONAL SHOOTO 2020 Vol.3 ABEMAテレビマッチで西川大和と対戦し、判定負け。
2022年7月17日、PROFESSIONAL SHOOTO 2022 Vol.5で元修斗環太平洋ライト級王者の児山佳宏と対戦し、1R KO勝ち。

### RIZIN・DEEP
2023年6月24日、RIZIN初出場となったRIZIN.43で元K-1ウェルター級王者の久保優太と対戦し、顔面への膝蹴りで久保をグラつかせるなどして接戦となるも1-2の判定負け。
2024年3月9日、DEEP 118 IMPACTで五明宏人と対戦し、顔面への膝蹴りでダウンを奪いパウンドで1R KO勝ち。
2024年7月14日、DEEP 120 IMPACTで前DEEPフェザー級王者の神田コウヤと対戦し、前半はやや劣勢だったが3Rに追い上げ、神田の減点などもあり2-1の判定勝ちを収めた。この試合は対戦相手の神田が前日計量で1.9kgオーバーしたため、神田にイエローカード2枚（減点2）が与えられ、木下が勝利した場合のみ公式記録とする条件で行われた。
2024年9月29日、RIZIN.48でカルシャガ・ダウトベックと対戦し、1Rに左ストレートを被弾しKO負けを喫した。

## 戦績

### プロ総合格闘技
| 総合格闘技 戦績 | 総合格闘技 戦績 | 総合格闘技 戦績 | 総合格闘技 戦績 | 総合格闘技 戦績 | 総合格闘技 戦績 | 総合格闘技 戦績 |
| --------------- | --------------- | --------------- | --------------- | --------------- | --------------- | --------------- |
| 19 試合         | (T)KO           | 一本            | 判定            | その他          | 引き分け        | 無効試合        |
| 9 勝            | 8               | 0               | 1               | 0               | 1               | 0               |
| 9 敗            | 5               | 0               | 3               | 1               | 1               | 0               |

| 勝敗 | 対戦相手                 | 試合結果                           | 大会名                                           | 開催年月日     |
|      | 相本宗輝                 | 試合前                             | DEEP 127 IMPACT                                  | 2025年9月15日  |
| ×    | キム・ミンウ             | 1R 1:20 KO（右ハイキック）         | BLACK COMBAT                                     | 2024年12月28日 |
| ×    | カルシャガ・ダウトベック | 1R 1:48 KO（左ストレート）         | RIZIN.48                                         | 2024年9月29日  |
| ○    | 神田コウヤ               | 5分3R終了 判定2-1                  | DEEP 119 IMPACT                                  | 2024年7月14日  |
| ○    | 五明宏人                 | 1R 2:35 KO（顔面への膝蹴り）       | DEEP 118 IMPACT                                  | 2024年3月9日   |
| ○    | 梶本保希                 | 1R 1:30 TKO（三日月蹴り→パウンド） | DEEP TOKYO IMPACT 2023 5th ROUND                 | 2023年9月10日  |
| ×    | 久保優太                 | 5分3R終了 判定1-2                  | RIZIN.43                                         | 2023年6月24日  |
| ○    | 畠山祐輔                 | 1R 1:57 TKO                        | DEEP TOKYO IMPACT 2023 3rd ROUND                 | 2023年5月7日   |
| ×    | 竹原魁晟                 | 1R 0:47 TKO                        | SHOOTO GIG TOKYO Vol.33                          | 2022年10月15日 |
| ○    | 児山佳宏                 | 1R 1:43 TKO                        | PROFESSIONAL SHOOTO 2022 Vol.5                   | 2022年7月17日  |
| ×    | 工藤圭一郎               | 1R 3:53 KO                         | PROFESSIONAL SHOOTO 2022 開幕戦                  | 2022年1月16日  |
| ×    | 飯田建夫                 | 5分2R終了 判定0-2                  | SHOOTO GIG TOKYO Vol.31                          | 2021年10月2日  |
| ○    | 木村孔明                 | 2R 0:30 KO                         | SHOOTO GIG TOKYO Vol.30                          | 2021年6月26日  |
| ○    | 大瀬良康平               | 1R 2:56 TKO（棄権）                | PROFESSIONAL SHOOTO 2021 開幕戦                  | 2021年1月31日  |
| ×    | 西川大和                 | 5分2R終了 判定0-3                  | PROFESSIONAL SHOOTO 2020 Vol.3 ABEMAテレビマッチ | 2020年5月31日  |
| ○    | 小林孝秀                 | 1R 1:24 KO                         | PROFESSONAL SHOOTO 2020                          | 2020年1月26日  |
| ○    | 平澤克明                 | 1R 0:31 KO                         | SHOOTO GIG TOKYO Vol.29                          | 2019年12月22日 |
| ×    | 久保村ヨシTERU           | 1R 0:58 KO                         | SHOOTO 30th ANNIVERSARY TOUR 第7戦               | 2019年9月22日  |
| ×    | 久保村ヨシTERU           | 1R 0:51 失格                       | SHOOTO GIG TOKYO Vol.27                          | 2019年6月8日   |
| △    | 藤木龍一郎               | 5分2R終了 判定1-1                  | SHOOTO 30th ANNIVERSARY TOUR 第2戦               | 2019年3月24日  |

### カスタムルール
| 勝敗 | 対戦相手 | 試合結果                | 大会名        | 開催年月日    |
| ○    | 高塩竜司 | 2R 2:04 TKO（踏み付け） | THE KNOCK OUT | 2025年6月22日 |

### アマチュア総合格闘技
| 勝敗 | 対戦相手         | 試合結果                   | 大会名                                                  | 開催年月日     |
| ○    | ユン・チャンミン | 1R 4:23 KO（左ハイキック） | 格闘代理戦争シーズン3                                   | 2018年12月29日 |
| ×    | 渡邊雅祥         | 3分2R終了 判定0-3          | 上尾ケージファイト08                                    | 2017年9月24日  |
| ×    | 椿飛鳥           | 4分1R終了 判定0-3          | 第16回関東アマチュア修斗選手権大会 【ライト級準決勝】   | 2017年7月17日  |
| ○    | 鈴木一実         | 1R 1:45 TKO                | 第16回関東アマチュア修斗選手権大会 【ライト級準々決勝】 | 2017年7月17日  |

### 試合映像
1. ↑  『【試合映像】五明 宏人 vs 木下 カラテ』DEEP公式Youtubeチャンネル、2024年。

### 補足映像
1. ↑  『【番組】RIZIN CONFESSIONS #164（※番組内で試合映像＆カルシャガ・ダウトベックと木下カラテによる試合振り返りドキュメンタリー番組）』RIZIN公式YouTubeチャンネル、2024年。